# Urban Hjärne (1896–1960)
Urban Gustaf Erlandsson Hjärne, född 16 januari 1896 i Nora, död 9 september 1960 i Stockholm, var en svensk pediatriker.
Urban Hjärne var son till majoren Erland Jacob Hjärne. Han avlade studentexamen vid Västerås högre allmänna läroverk 1914 och blev därefter student vid Karolinska institutet. Hjärne avlade medicine kandidatexamen 1918 och medicine licentiatexamen 1924. Därefter arbetade han som underläkare vid Akademiska sjukhusets pediatriska klinik 1930–1932. Samtidigt verkade Hjärne som docent i pediatrik vid Uppsala universitet 1931–1944, och var 1931–1932 förordnad professor i pediatrik där 1931–1932, 1936 och 1942–1944. Han var praktiserande läkare i Uppsala 1932–1944 och läkare vid Uppsala högre allmänna läroverk och Uppsala folkskollärarseminarium 1933–1944. 1934 och 1935 var Hjärne överläkare vid Ronneby brunn. Han var medlem i Näringsrådet från 1935 och läkare vid Uppsala enskilda läroverk 1937–1944. Hjärne var från 1944 skolöverläkare vid Stockholms stads skolor och ordförande i Svenska skolläkarföreningen 1947–1952. Från 1947 var han lärare i medicinsk barnavård vid Socialinstitutet i Stockholm och blev 1950 skolhygienisk expert vid World Health Organisazion's sekretariat i Genève.